# Juan Cruz Villagra
Juan Cruz Villagra (Villa Yapeyú, Argentina, 3 de enero de 2000) es un futbolista argentino. Juega como delantero en Excursionistas de la Primera B Argentina.
Es hermano de los también futbolistas Brian Fernández, Leandro Fernández y Nicolás Fernández.

## Trayectoria
Comenzó su carrera en las divisiones inferiores de Defensa y Justicia, luego de una prueba exitosa el año 2015. A finales de 2020 comenzó a alternar con el primer equipo bajo la dirección técnica de Hernán Crespo, firmando su contrato profesional a fines de marzo. Luego de 4 partidos inactivo en la banca de suplentes durante 2020-21, debutó el 21 de noviembre de 2022 en una derrota ante Colón de Santa Fe por 1:2, válida por la Copa de la Liga Profesional,  jugando 14 minutos en un partido en el que su hermano Brian defendió los colores del equipo rival. Participó en 5 partidos más.
En febrero de 2021, es anunciada su cesión a San Martín de San Juan de la Primera B nacional. En enero de 2022, es cedido a Guillermo Brown hasta fines de la temporada 2022. Sin embargo, el préstamo terminó el 12 de junio de 2022, por lo que fue cedido a Douglas Haig hasta fin de temporada.
En febrero de 2023, nuevamente es cedido, esta vez a Excursionistas de la Primera C Argentina. El 14 de octubre, fue el autor del gol con que su equipo se coronó campeón de la división, venciendo por la cuenta mínima a San Martín.

## Clubes
| Club                       | País      | Año       |
| -------------------------- | --------- | --------- |
| Defensa y Justicia         | Argentina | 2020-Act. |
| → San Martín (SJ) (cedido) | Argentina | 2021      |
| → Guillermo Brown (cedido) | Argentina | 2022      |
| → Douglas Haig (cedido)    | Argentina | 2022      |
| → Excursionistas (cedido)  | Argentina | 2023-Act. |

## Palmarés

### Campeonatos nacionales
| Título    | Club           | País      | Año  |
| --------- | -------------- | --------- | ---- |
| Primera C | Excursionistas | Argentina | 2023 |

### Campeonatos internacionales
| Título            | Club               | Sede                                  | Año  |
| ----------------- | ------------------ | ------------------------------------- | ---- |
| Copa Sudamericana | Defensa y Justicia | Estadio Mario Alberto Kempes, Córdoba | 2020 |